# Copa da Síria de Futebol
A Syrian Cup é o principal torneio eliminatório do futebol masculino da Síria.

## Lista das finais
- 1959/60 : Al-Jaish vs Orouba final was not played
- 1960/61 : Al-Ahly 4-1 Al-Majd (United Arab Republic Cup)
- 1961/62 : Ommal Rmelan 2-0 Al-Shorta
- 1962/63 : no cup
- 1963/64 : Al-Yarmouk 3-2 Al-Majd
- 1964/65 : Al-Ittihad 4-1 Barada
- 1965/66 : no cup
- 1966/67 : Al-Jaish vs Al-Ittihad 5-0 & 2-1
- 1967/68 : Al-Shorta 1-0 Al-Yarmouk
- 1968/69 : Ommal Rmelan 2-1 Al-Shorta
- 1969/70 : Ommal al-Maghazel 3-1 Al-Jazeera

não houve de 1971 a 1972
- 1972/73 : Al-Ittihad 1-0 Tishreen

não houve de 1974 a 1977
- 1977/78 : Al-Majd 4-1 Tishreen
- 1978/79 : não houve
- 1979/80 : Al-Shorta 1-0 Al-Fotuwa
- 1980/81 : Al-Shorta 1-0 Al-Fotuwa
- 1981/82 : Al-Ittihad 2-0 Al-Fotuwa
- 1982/83 : Al-Karamah 2-1 Al-Fotuwa
- 1983/84 : Al-Ittihad 1-0 Al-Wahda
- 1984/85 : Al-Ittihad 1-0 Al-Fotuwa
- 1985/86 : Al-Jaish 2-1 Al-Ittihad
- 1986/87 : Al-Karamah 2-1 Hutteen
- 1987/88 : Al-Fotuwa 1-0 Tishreen
- 1988/89 : Al-Fotuwa 2-0 Al-Ittihad
- 1989/90 : Al-Fotuwa 1-0 Al-Karamah
- 1990/91 : Al-Fotuwa 1-0 Yaqaza
- 1991/92 : Hurriya 1-0 Al-Ittihad
- 1992/93 : Al-Wahda 4-0 Hutteen
- 1993/94 : Al-Ittihad 1-1 Jableh (vitória por 4-3 pen.)
- 1994/95 : Al-Karamah 3-0 Hutteen
- 1995/96 : Al-Karamah 3-0 Jableh
- 1996/97 : Al-Jaish 2-0 Jableh
- 1997/98 : Al-Jaish 5-2 Al-Karamah
- 1998/99 : Jableh 2-2 Hutteen (vitória por 3-0 no penaltis)
- 1999/00 : Al-Jaish 4-1 Jableh
- 2000/01 : Hutteen 1-0 Al-Jaish
- 2001/02 : Al-Jaish 3-0 Jableh
- 2002/03 : Al-Wahda 5-3 Al-Ittihad
- 2003/04 : Al-Jaish 0-0 Tishreen (vitória por 4-2 no penaltis)
- 2004/05 : Al-Ittihad 3-1 Al-Majd
- 2005/06 : Al-Ittihad 3-0 Tishreen
- 2006/07 : Al-Karamah 2-1 Taliya
- 2007/08 : Al-Karamah 1-0 Al-Ittihad
- 2008/09 : Al-Karamah 3-1 Al-Majd
- 2009/10 : Al-Karamah 1-1 Nawair (vitória por 4-3 no penaltis)
- 2010/11 : Al-Ittihad 3-1 Al-Wahtba
- 2012 : Al-Wahda (atrib.)[1]
- 2013 : Al-Wahda 1-0 Al-Jaish (aet)
- 2014 : Al-Jaish 0-0 Musfat Banyas (vitória por 4-3 no penaltis)
- 2014/15: Al-Wahda 2-0 Al-Shorta
- 2016: Al-Wahda 1-0 Al-Jaish
- 2017: Al-Wahda 2-1 Al-Karamah
- 2018: Al-Jaish 2-0 Al-Shorta
- 2019: Al-Wathba 1-1 Taliya SC (vitória por 7-6 no penaltis)
- 2020: Al-Wahda 3-1 Al-Majd
- 2021: Jableh SC 0-0 Hutteen SC (vitória por 6-5 no penaltis)
- 2022:
- 2023: Tishreen 1-0 Al-Wahda